# Time and a Word (singolo)
Time and a Work è un singolo del gruppo musicale inglese di rock progressivo Yes, uscito nel 1971 e contenuto nell'album The Yes Album. Scritta da Jon Anderson e Chris Squire, è una delle canzoni più note della band.